# 大多利尼
50°11′52″N 23°30′46″E / 50.19778°N 23.51278°E
大多利尼（烏克蘭語：Великі Долини），是烏克蘭西部的村莊，隸屬利維夫州的利維夫區。該村面積5.3平方公里，2001年人口181，人口密度每平方公里34.15人。